# كرايغ هيل (لاعب اتحاد الرغبي)
كرايغ هيل (بالإنجليزية: Craig Hill)‏ هو لاعب اتحاد الرغبي بريطاني، ولد في 4 مايو 1982 في كارديف في المملكة المتحدة.